# Большая Микриха
Больша́я Микриха — деревня в составе Микрихинского сельсовета Ветлужского района Нижегородской области.
Располагается на правом берегу реки Ветлуги примерно в 7 км к востоку от центра города Ветлуги. Ближайшие населённые пункты — деревни Погорелка и Маркуша.
По данным на 1999 год, в деревне проживало 12 человек.